# Полетаевский район
Полетаевский район — административно-территориальная единица в составе Воронежской и Тамбовской областей, существовавшая в 1935—1958 годах. Центр — село Полетаево.
Полетаевский район был образован в составе Воронежской области 18 января 1935 года. В его состав вошли Больше-Добринский, Грязно-Двориковский, Калиновский, Кулешовский, Мало-Даниловский, Ново-Никольский, Павловский, Полетаевский, Сергиевский и Троицко-Росляйский сельсоветы Токарёвского района.
4 февраля 1939 года Полетаевский район был передан в Тамбовскую область.
16 сентября 1958 года Полетаевский район был упразднён, а его территория передана в Токарёвский район.